# South Lead Hill (Arkansas)
South Lead Hill es un pueblo ubicado en el condado de Boone en el estado estadounidense de Arkansas. En el censo de 2010 tenía una población de 102 habitantes y una densidad poblacional de 312,56 personas por km².

## Geografía
South Lead Hill se encuentra ubicado en las coordenadas 36°23′42″N 92°54′20″O / 36.39500, -92.90556. Según la Oficina del Censo de los Estados Unidos, South Lead Hill tiene una superficie total de 0.33 km², de la cual 0.33 km² corresponden a tierra firme y (0%) 0 km² es agua.

## Demografía
Según el censo de 2010, había 102 personas residiendo en South Lead Hill. La densidad de población era de 312,56 hab./km². De los 102 habitantes, South Lead Hill estaba compuesto por el 100% blancos, el 0% eran afroamericanos, el 0% eran amerindios, el 0% eran asiáticos, el 0% eran isleños del Pacífico, el 0% eran de otras razas y el 0% pertenecían a dos o más razas. Del total de la población el 0.98% eran hispanos o latinos de cualquier raza.